# Serafino dell’Aquila

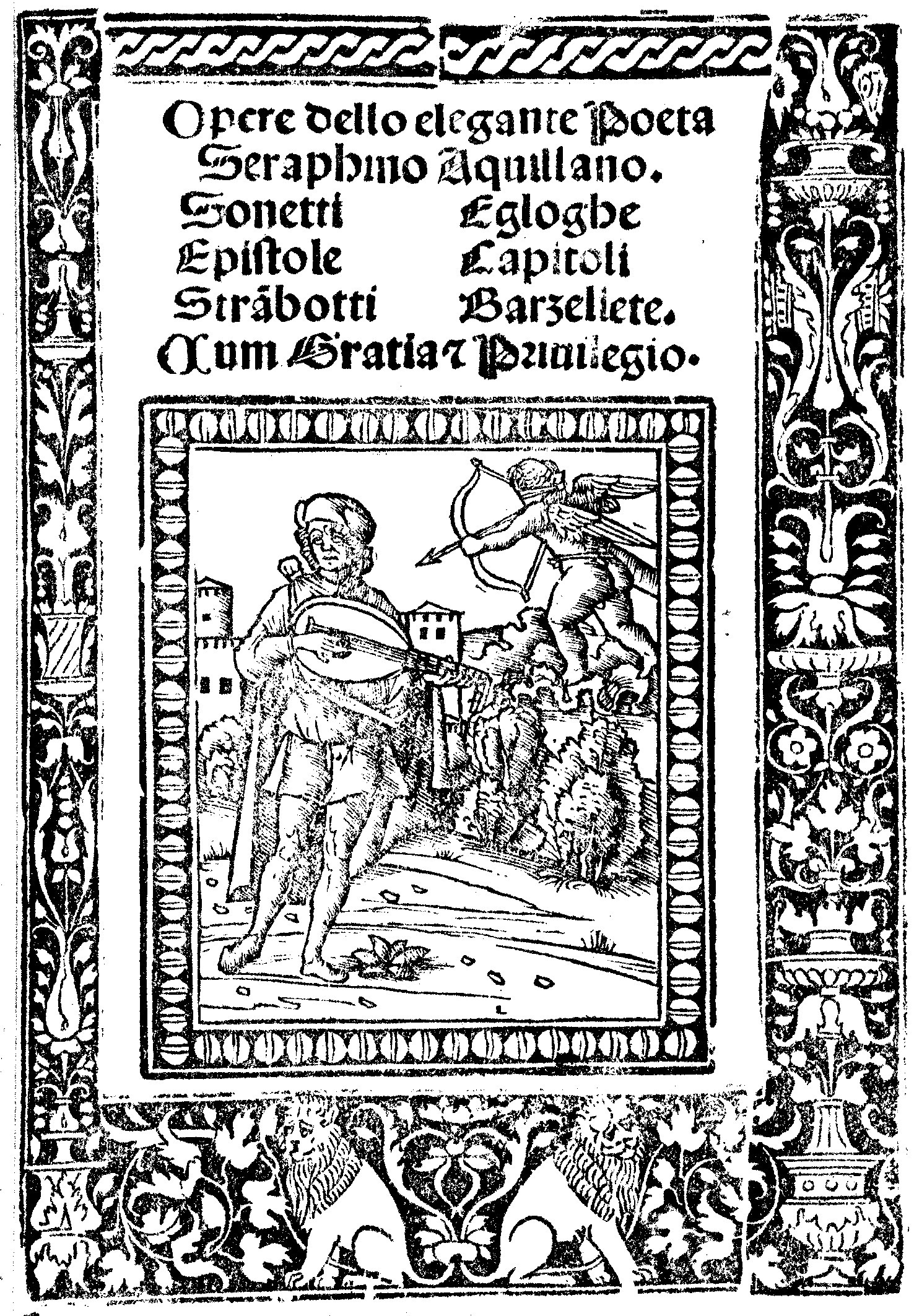
Strona tytułowa poezji Serafina dell’Aquila

Serafino dell’Aquila (znany także jako Serafino Aquilano lub Serafino dei Ciminelli, ur. 6 stycznia 1466, zm. 10 sierpnia 1500) – włoski poeta i muzyk. Był dworzaninem kardynała Sforzy i Ferdynanda, księcia Kalabrii. Jednak jego głównymi patronami byli rzymscy Borgiowie.  
Był petrarkistą. Naśladował nie tylko Francesca Petrarkę, ale także Dantego Alighieri. Jego ulubionymi formami wersyfikacyjnymi były sonet i 
strambotto, czyli ośmiowiersz. Dzieła Serafina zostały wydane w Wenecji w 1502. Jego sonety były bardzo popularne i naśladowane nie tylko we Włoszech, ale również we Francji i Anglii.